# Алатау (Сиримський район)
Алата́у (каз. Алатау) — село у складі Сиримського району Західноказахстанської області Казахстану. Входить до складу Єлтайського сільського округу.
Населення — 10 осіб (2021; 225 у 2009, 367 у 1999, 345 у 1989).